# Preußischer Landtag
Preußischer Landtag (den preussiske landdag) er navnet på en bygning i Berlin som frem til 1934 var sæde for andetkammeret i Preussens parlament, og siden 1993 er sæde for bystaten Berlins parlament.
Den blev opført mellem 1892 og 1898 af arkitekten Friedrich Schulze i italiensk højrenæssancestil som sæde for "Folkekammeret" eller "Deputeretkammeret" i det preussiske parlament.
Historisk betegner Preußischer Landtag det preussiske parlament som helhed, bestående af både overhuset (Preußisches Herrenhaus) og underhuset (Preußisches Abgeordnetenhaus).

## Eksterne links
- Wikimedia Commons har flere filer relateret til Preußischer Landtag
- Tabelle zur Geschichte des Preußischen Landtags Arkiveret 6. september 2005 hos  Wayback Machine

52°30′29″N 13°22′55″Ø / 52.50806°N 13.38194°Ø